# 제38회 일본 중의원 의원 총선거
 제38회 중의원 의원 총선거는 1986년(쇼와 61년) 7월 6일에 행해진, 동년 6월 2일의 중의원 해산(통칭 「죽은 척 해산」)에 의한 중의원 의원 총선거. 제14회 참의원 의원 통상선거와의 양원 동시 선거이다.

## 개설
- 이 선거는 자유민주당의 압승으로 끝났다. 공인 후보만으로 300 의석을 획득한 것은 창당 이래의 최고 기록이며, 추가 공인을 포함하면 304 의석이 되었다. 덧붙여 이 기록은 2009년의 제45회 중의원 의원 총선거에 대하고, 민주당이 단독으로 308 의석을 획득할 때까지, 1개의 정당이 보유하는 의석수로서는 전후 최고였다.

## 선거 데이터

### 내각
- 제2차 나카소네 내각(제72대)

### 해산일
- 1986년(쇼와 61년) 6월 2일

#### 해산명
- 죽은 척 해산
- 잠잔 채 해산

### 투표일
- 1986년(쇼와 61년) 7월 6일

### 개선수
1986년 공직 선거법의 부분 개정에 의해 정수는 37회보다 1명 증가한 512명.
- 512

### 선거 제도
- 중선거구제
  - 1명구(단기투표) - 1
  - 2명구(단기투표) - 4
  - 3명구(단기투표) - 42
  - 4명구(단기투표) - 39
  - 5명구(단기투표) - 43
  - 6명구(단기투표) - 1
- 비밀 투표
- 20세 이상의 남녀

## 선거 결과

### 투표율
전국의 투표율은 남성 70.21%(237,347/274,154), 여성 72.52%(270,227/309,717), 합계 71.40%(507,574/583,871)으로, 유효 투표율은 97.97%

### 당파별 획득 의석
| 당파         | 득표수     | 득표율 | 의석수 | 의석수 | 의석수 |
| 당파         | 득표수     | 득표율 | 후보   | 당선   | 의석율 |
| ------------ | ---------- | ------ | ------ | ------ | ------ |
| 자유민주당   | 29,875,501 | 49.42  | 322    | 300    | 58.6   |
| 일본사회당   | 10,412,584 | 17.23  | 138    | 85     | 16.6   |
| 공명당       | 5,701,277  | 9.43   | 61     | 56     | 10.9   |
| 일본공산당   | 5,313,246  | 8.79   | 129    | 26     | 5.1    |
| 민사당       | 3,895,858  | 6.44   | 56     | 26     | 5.1    |
| 신자유클럽   | 1,114,800  | 1.84   | 12     | 6      | 1.2    |
| 사회민주연합 | 499,670    | 0.83   | 5      | 4      | 0.8    |
| 제파         | 120,627    | 0.20   | 15     | 0      | 0.0    |
| 무소속       | 3,515,043  | 5.81   | 100    | 9      | 1.8    |

당파별 세력도

득표는, 이시카와 마스미 저 「전후 정치사 신판」(이와나미 신서)
덧붙여 신자유클럽은 선거 직후에 해산해, 당선자 6명중 4명은 자민당에 입당. 자민당은 사후 공인에 의해 추가 4석을 획득하고 있는.

## 각 정당의 주요 임원

### 자유민주당
- 총재：나카소네 야스히로
- 부총재：니카이도 스스무
- 간사장：가네마루 신
- 총무회장：미야자와 기이치
- 정무조사회장：후지오 마사유키
- 국회대책위원장：후지나미 다카오
- 참의원 의원회장：야마노우치 이치로

파벌
- 목요일 클럽 (다나카 가쿠에이파)：87 의석
- 정책과학연구소 (나카소네 야스히로파)：60 의석
- 굉지회 (스즈키 젠코파)：59 의석
- 청화회 (후쿠다 다케오파)：56 의석
- 반초정책연구소 (가와모토 토시오파)：28 의석
- 무소속：31 의석

### 일본사회당
- - 중앙집행위원장：이시바시 마사시
  - 중앙집행부위원장：오노 아키라, 도이 다카코, 바바 노보루, 무토 산지, 야마모토 마사히로
  - 집행부 서기장：전변성
  - 정책심의회장：시마자키양
  - 국회대책위원장：야마구치학남
  - 참의원 의원회장：세야 에이코우

### 공명당
- - 중앙집행위원장：다케이리 요시카쓰
  - 중앙집행부위원장：아사이 미유키, 스즈키 카즈히로, 다다 쇼고, 니노미야 분조
  - 집행부 서기장：야노 준야
  - 정책심의회장：마사키 요시아키
  - 국회대책위원장：곤도 쓰네오
  - 참의원 의원단장：스즈키 카즈히로

### 일본 공산당
- - 중앙위원회 의장：미야모토 겐지
  - 간부회 위원장：후와 데쓰조
  - 간부회 부위원장：이치카와 쇼이치, 에비스다니 하루마츠, 세나가 가메지로, 니시자와 토미오, 무라카미 히로시
  - 서기국장：가네코 미츠루광
  - 정책위원회 책임자：무라카미 히로시
  - 국회대책위원장：테라마에 겐
  - 참의원 의원단장：우에다 코이치로

### 민사당
- - 중앙집행위원장：츠카모토 사부로
  - 중앙집행부위원장：영말 에이이치
  - 집행부 서기장：오오우치계오
  - 정책심의회장：요네자와륭
  - 국회대책위원장：오자와정효
  - 참의원 의원회장：산지 시게노부
  - 상임 고문：가스가 잇코, 코다이라 타다시, 나카무라 마사오

### 신자유클럽
- - 상임간사회 대표：타가와 세이치
  - 상임간사회 간사장：야마구치 도시오
  - 정책위원회 책임자：카기자와 코우지
  - 국회대책위원장：타지마위

### 사회민주연합
- - 상임임원회 대표：에다 사쓰키
  - 상임임원회부대표：안도 니헤이, 오시바자부
  - 집행부 서기장：나라사키미지조
  - 정책위원회 책임자：간 나오토
  - 국회대책위원장：아베 쇼고

## 의원

### 이 선거에서 당선
자민당   사회당   공명당   민사당   공산당   사민연   신자유클럽   무소속 
| 홋카이도   | 1구     | 마치무라 노부타카     | 고바야시항인         | 사토 시즈오         | 후지와라방웅          | 미노와 노보루       | 2구    | 카와다 마사노리    | 이가라시광3         | 야스이 요시노리   | 상초의휘           |                 |  |  |
| 홋카이도   | 1구     | 코다마 켄지           |                      |                     |                       |                     | 3구    | 오쿠노 카즈오      | 사토 다카유키       | 아베 후미오       |                    |                 |  |  |
| 홋카이도   | 4구     | 타카하시 타츠오       | 하토야마 유키오      | 이케하타 세이치     | 나카자와 켄지         | 와타나베성1         | 5구    | 나카가와 쇼이치    | 키타무라 나오토     | 타케베 츠토무     | 스즈키 무네오      | 오카다 토시하루 |  |  |
| 아오모리현 | 1구     | 타케나카 슈이치       | 오오시마 타다노리    | 츠시마 유지         | 타나부 마사미         |                     | 2구    | 키무라 모리오      | 타자와 모치로       | 타케우치려일      |                    |                 |  |  |
| 이와테현   | 1구     | 다마자와 토쿠이치로우 | 스즈키 젠코          | 쿠도 겐             | 오노 신이치           |                     | 2구    | 오자와 이치로      | 시이나 모토오       | 택등례지로        | 시가절             |                 |  |  |
| 미야기현   | 1구     | 미츠즈카 히로시       | 아이치 카즈오        | 이토 소이치로       | 타케다 가즈오         | 토다국웅            | 2구    | 오오이시 마사미츠  | 키쿠치 후쿠지로우   | 하세가와 슌       | 우치우미영남       |                 |  |  |
| 아키타현   | 1구     | 노로타 호세이         | 사토 타카오          | 사토 케이지         | 후타다 코지           |                     | 2구    | 무라오카 카네조    | 사사야마 노보루생   | 카와마타 켄지로우 |                    |                 |  |  |
| 야마가타현 | 1구     | 카노 미치히코         | 콘도철웅             | 엔도 타케히코       | 에노모토 평화         |                     | 2구    | 카토 코이치        | 치카오카 리이치로   | 아베 쇼고         |                    |                 |  |  |
| 후쿠시마현 | 1구     | 카메오카 타카오       | 아마노 히카루 맑음   | 사토 오쿠오         | 아와야마명            |                     | 2구    | 와타나베 코조      | 이토 마사요시       | 호즈미 요시유키   | 타키자와 코스케    | 와타나베 유키오 |  |  |
| 후쿠시마현 | 3구     | 타나카 나오키         | 사이토 쿠니키치      | 카미사카 노보루     |                       |                     |        |                    |                     |                   |                    |                 |  |  |
| 이바라키현 | 1구     | 나카야마 토시오       | 금액 축하 후쿠시로우 | 하나시 노부유키     | 츠카다연충            |                     | 2구    | 카지야마 세이로쿠  | 시로치 유타카사     | 츠카하라 준뻬이   |                    |                 |  |  |
| 이바라키현 | 3구     | 나카무라 키시로우     | 니와 유우야          | 후타미 노부아키     | 타케우치 타케시       | 아카기 무네노리     |        |                    |                     |                   |                    |                 |  |  |
| 도치기현   | 1구     | 와타나베미치오        | 후나다 겐            | 히로세 히데요시     | 이나바 세이치         | 모리야마 긴지       | 2구    | 후지오 마사유키    | 이나무라 토시유키   | 무토 산지         | 미즈타니 히로시    | 칸다 아츠시     |  |  |
| 군마현     | 1구     | 오미 코지             | 전변성               | 쿠마가와 차남       |                       |                     | 2구    | 나카지마 겐타로    | 사사가와요          | 야츠 요시오       |                    |                 |  |  |
| 군마현     | 3구     | 후쿠다 다케오         | 나카소네 야스히로    | 야마구치학남        | 오부치 케이조         |                     |        |                    |                     |                   |                    |                 |  |  |
| 사이타마현 | 1구     | 마츠나가 히카루       | 하마다 타쿠지로      | 오가와 신이치로우   |                       |                     | 2구    | 야마구치 도시오    | 코미야마중시로      | 미야지 타다시개   | 야지마 츠네오      |                 |  |  |
| 사이타마현 | 3구     | 카토 타카시2          | 이토야마 에이타로    | 타나미 타네아키     |                       |                     | 4구    | 노나카 에이지      | 미츠바야시미타로    | 야마다 에이스케   | 아오키 마사히사    |                 |  |  |
| 사이타마현 | 5구     | 후쿠나가 겐시         | 사와다광             | 와다 카즈히토       |                       |                     |        |                    |                     |                   |                    |                 |  |  |
| 지바현     | 1구     | 우스이 히데오         | 에구치 카즈오        | 토리 카즈오         | 오카지마 마사유키     | 시바타 무츠미남편   | 2구    | 미즈노 키요시      | 야마무라 신지로     | 오가와 쿠니히코   | 하야시대간         |                 |  |  |
| 지바현     | 3구     | 하마다 고이치         | 이시바시 가즈야미    | 삼미수              | 나카무라 쇼우자부로우 | 요시우라 타카하루   | 4구    | 우납무인           | 소메야 마코토       | 모리타경일        | 니이무라 카츠오    |                 |  |  |
| 가나가와현 | 1구     | 오코노기언사부로      | 후시키 가즈오        | 이토 시게루         | 스즈키 츠네오         |                     | 2구    | 고이즈미 준이치로  | 이치카와 유이치     | 타가와 세이치     | 바위 스도시 요시오 | 중 로마사히로   |  |  |
| 가나가와현 | 3구     | 하시모토 후미히코     | 카토 마게치          | 아마리 아키라       | 토자와정방            |                     | 4구    | 대 출슌            | 사토 이치로         | 쿠사노 타케시     | 타나카 케이슈      |                 |  |  |
| 가나가와현 | 5구     | 카메이 요시유키       | 고노 요헤이          | 카와무라 마사루     |                       |                     |        |                    |                     |                   |                    |                 |  |  |
| 야마나시현 | 현 전체 | 간마루 신             | 호리우치 미츠오      | 나카오 에이치       | 다나베 구니오         | 우에다리정          |        |                    |                     |                   |                    |                 |  |  |
| 도쿄도     | 1구     | 요사노 가오루         | 오오츠카 유우지      | 키우치 요시아키     |                       |                     | 2구    | 이시하라 신타로    | 아라이쇼케이        | 스즈키리 야스오   | 우에다 테쓰        | 오카자키 만수수 |  |  |
| 도쿄도     | 3구     | 오치통웅              | 코스기 타카시        | 고사카 도쿠사부로   | 이케다 카츠야         |                     | 4구    | 카스야무           | 타카하시 이치로     | 마츠모토 젠메이   | 금자 봐 개         | 오오쿠보곧 언   |  |  |
| 도쿄도     | 5구     | 나카무라 야스시       | 오사다 타케시        | 타카자와 토라남     |                       |                     | 6구    | 카키자와 코지      | 아리시마 시게타케   | 후와 테츠조       | 아마노공도리       |                 |  |  |
| 도쿄도     | 7구     | 오자와 키요시         | 간 나오토            | 오노 키요시         | 쿠도 아키라           |                     | 8구    | 하토야마 구니오    | 후카야 타카시       | 카네코 미츠루광   |                    |                 |  |  |
| 도쿄도     | 9구     | 나카지마 타케시민     | 나카무라 겐          | 하마노강            |                       |                     | 10구   | 다케이리 요시카쓰  | 쿠지라오카 효우스케 | 시마무라의신      | 시부사와리구       | 사토우홍        |  |  |
| 도쿄도     | 11구    | 이시와타 테루구       | 이시카와 요조        | 야마하나 사다오     | 사이토절              | 이와사 에미         |        |                    |                     |                   |                    |                 |  |  |
| 니가타현   | 1구     | 오자와 타츠오         | 콘도원차             | 세키야마 노부유키   |                       |                     | 2구    | 사토 타카시        | 와타나베굉3         | 아나바 오사무     |                    |                 |  |  |
| 니가타현   | 3구     | 다나카 가쿠에이       | 사카가미 토미오      | 와타나베 히데오     | 사쿠라이 아라타       | 무라야마 타츠오     | 4구    | 타카토리 오사무    | 시라카와 카츠히코   |                   |                    |                 |  |  |
| 도야마현   | 1구     | 주에이사쿠            | 야스다 슈죠          | 타마뉴우효구        |                       |                     | 2구    | 와타누키 타미스케  | 카타오카 세이치     | 목간 장           |                    |                 |  |  |
| 이시카와현 | 1구     | 모리 요시로           | 오쿠다 요시카즈      | 시마자키양          |                       |                     | 2구    | 가와라 쓰토무      | 사카모토30차        |                   |                    |                 |  |  |
| 후쿠이현   | 현 전체 | 마키노 타카모리       | 츠지 카즈히코        | 후쿠다 하지메       | 히라이즈미섭          |                     |        |                    |                     |                   |                    |                 |  |  |
| 나가노현   | 1구     | 와카바야시 마사토시   | 시미즈 이사무        | 고사카 젠타로       |                       |                     | 2구    | 하타 츠토무        | 이데 쇼이치         | 나카무라 시게루   |                    |                 |  |  |
| 나가노현   | 3구     | 미야시타 소헤이       | 나카지마 마모루      | 오가와 겐           | 쿠시하라도리 곧       |                     | 4구    | 카라사와 슌지로우  | 무라이 진           | 오자와정효        |                    |                 |  |  |
| 기후현     | 1구     | 오노 아키라           | 무토 카분            | 마츠다 이와오       | 마츠노 유키야스       | 후시야 슈우지       | 2구    | 와타나베 에이치    | 카네코 카즈요시     | 후루야 토루       | 야마시타 야스오    |                 |  |  |
| 시즈오카현 | 1구     | 대석천8               | 하라다 쇼조          | 마츠마에앙          | 수중요시히코          | 토츠카 신야         | 2구    | 스기야마 노리오    | 쿠리하라우행        | 사이토 토시츠구   | 마에지마 히데유키  | 키베 요시아키   |  |  |
| 시즈오카현 | 3구     | 시오타니 가즈오       | 야나기사와 하쿠오    | 쿠마가이 히로시     | 아베기웅              |                     |        |                    |                     |                   |                    |                 |  |  |
| 아이치현   | 1구     | 이마에다 타카시 수컷  | 시바타 히로시        | 가스가 잇코         | 타나카 미치코         |                     | 2구    | 니와병조           | 쿠노 츄우지         | 아오야마 언덕     | 쿠사카와 쇼우조우  |                 |  |  |
| 아이치현   | 3구     | 가이후 도시키         | 에자키 마스미        | 사토 칸쥬           |                       |                     | 4구    | 이토 에이세이      | 우라노휴흥          | 스기우라 세이켄   | 이나가키 미노루남  |                 |  |  |
| 아이치현   | 5구     | 무라타 케이지로       | 카미무라 센이치로우  | 하야카와 마사루     |                       |                     | 6구    | 츠카모토 사부로    | 카타오카 타케시     | 이시다행시로      | 안도 겐            |                 |  |  |
| 미에현     | 1구     | 카와사키 지로         | 야마모토 유키오      | 키타가와 타다시공   | 사카구치 치카라       | 이토 츄지           | 2구    | 타무라 겐          | 후지나미 타카오     | 스미야견지로      | 야려아키히코       |                 |  |  |
| 시가현     | 현 전체 | 타케무라 마사요시     | 야마시타 원리        | 우노 소스케         | 노구치 코이치         | 카와바타 타츠오     |        |                    |                     |                   |                    |                 |  |  |
| 교토부     | 1구     | 오쿠다간생            | 이부키 분메이        | 타케우치 카츠히코   | 후지와라 히로코       | 영말 에이이치       | 2구    | 테라마에 겐        | 노나카 히로무       | 타니가키 사다카즈 | 니시나카 키요시    | 타마키 카즈야   |  |  |
| 오사카부   | 1구     | 코타니 아키라2        | 마사모리성2          | 유카와굉            |                       |                     | 2구    | 나카야마 마사키    | 아사이 미유키       | 히가시나카 미츠오 | 사콘 마사오        | 나카무라 마사오 |  |  |
| 오사카부   | 3구     | 하라다헌              | 이노우에 카즈나리    | 오오미 미기부       | 무라카미 히로시       | 나카노 칸세이       | 4구    | 시오카와 마사주로  | 우에다 타카시3      | 야노 준야         | 쿄즈카 유키오      |                 |  |  |
| 오사카부   | 5구     | 나카야마 타로         | 마사키 요시아키      | 후지타 스미         | 니시무라 아키라3      |                     | 6구    | 사토 메구미        | 시추히데히코        | 이시이 이쿠코     |                    |                 |  |  |
| 오사카부   | 7구     | 나카무라 마사오       | 키타가와 이시마츠    | 하루타 시게아키     |                       |                     |        |                    |                     |                   |                    |                 |  |  |
| 효고현     | 1구     | 이시이 하지메         | 와타나베 이치로      | 포정양              | 카와카미 타미오       | 스나다 시게타미     | 2구    | 하라 겐자부로      | 후유시바 테츠조     | 도이 다카코       | 코노이케 요시타다  | 호리 마사오     |  |  |
| 효고현     | 3구     | 이노우에 키이치       | 토카이 키사부로      | 나가이 타카시신     |                       |                     | 4구    | 마츠모토 쥬우로우  | 가와모토 토시오     | 토이 덴 사부로    | 아라이 아키라지    |                 |  |  |
| 효고현     | 5구     | 타니 요이치           | 사사키 아키라작      |                     |                       |                     |        |                    |                     |                   |                    |                 |  |  |
| 나라현     | 현 전체 | 오쿠노 세이스케       | 마에다 타케시        | 모리모토 코지       | 십제일                | 요시다 유키히사     |        |                    |                     |                   |                    |                 |  |  |
| 와카야마현 | 1구     | 나카니시 케스케       | 사카이 코이치        | 노마 유이치         |                       |                     | 2구    | 타마오키 남자 아이 | 니카이 토시히로     | 토우리키          |                    |                 |  |  |
| 돗토리현   | 현 전체 | 히라바야시 코조       | 아이자와 히데유키    | 노사카코겐          | 이시바 시게루         |                     |        |                    |                     |                   |                    |                 |  |  |
| 시마네현   | 현 전체 | 다케시타 노보루       | 앵내 요시오          | 호소다 키치조       | 이시바시조            | 요시하라미 치       |        |                    |                     |                   |                    |                 |  |  |
| 오카야마현 | 1구     | 에다 사쓰키           | 봉택이치로           | 오오무라 노보루치   | 히라누마 타케오       | 히카사 카츠유키     | 2구    | 가토 무쓰키        | 하시모토 류타로     | 숲야스오          | 미즈타 미노루      | 패소지로        |  |  |
| 히로시마현 | 1구     | 아와야 토시노부       | 키시타 문무          | 오오하라 토루       |                       |                     | 2구    | 타니가와화수       | 마스오카 히로유키   | 나카가와 히데나오 | 이케다 유키히코    |                 |  |  |
| 히로시마현 | 3구     | 카메이 시즈카         | 미야자와 키이치      | 사토 모리요시       | 후루카와 마사시       | 오카다 마사카츠     |        |                    |                     |                   |                    |                 |  |  |
| 야마구치현 | 1구     | 아베 신타로우         | 하야시 요시로        | 타나카 타츠오       | 하마니시철웅          |                     | 2구    | 스이타 아키라      | 사토우마코토2       | 타카무라 마사히코 | 요시이 히카루조    | 오자와극개      |  |  |
| 도쿠시마현 | 현 전체 | 고토우다 마사하루     | 三木武夫             | 엔도 카즈요시       | 모리시타 모토하루     | 이노우에보방        |        |                    |                     |                   |                    |                 |  |  |
| 가가와현   | 1구     | 후지모토 타카오       | 미노 유미            | 키무라 요시오       |                       |                     | 2구    | 모리타 하지메      | 오오노 요시노리     | 츠키하라 시게아키 |                    |                 |  |  |
| 에히메현   | 1구     | 세키야 카츠히데       | 시오자키 쥰          | 이노우에 카즈히사   |                       |                     | 2구    | 오치 이다이라      | 무라카미 세이이치로 | 모리키요          |                    |                 |  |  |
| 에히메현   | 3구     | 니시다 마모루         | 이마이 이사무        | 타나카 츠네토시     |                       |                     |        |                    |                     |                   |                    |                 |  |  |
| 고치현     | 현 전체 | 타무라 료헤이         | 히라이시 마작 타로   | 야마하라 켄지로우   | 이노우에 이즈미       | 오오니시 마사오     |        |                    |                     |                   |                    |                 |  |  |
| 후쿠오카현 | 1구     | 야마자키 타쿠         | 나라사키미지조       | 오타 세이이치       | 간자키 다케노리       | 코노 타다시         | 2구    | 아소 다로          | 타가 타니 신임      | 키타하시 켄지     | 미하라조언         | 오오하시 토시오 |  |  |
| 후쿠오카현 | 3구     | 코가 마사히로         | 코가 마코토          | 호소야 오사무가     | 곤도오 츠네오         | 야마자키 헤이하치로 | 4구    | 지미 쇼자부로      | 단야청              | 오가타 사토시구   | 나카니시 세키스케  |                 |  |  |
| 사가현     | 현 전체 | 오츠보 켄이치로우     | 호리 코스케          | 야마시타 토쿠오     | 아이노 코우이치로우   | 오가타극양          |        |                    |                     |                   |                    |                 |  |  |
| 나가사키현 | 1구     | 니시오카 타케오       | 쿠라나리 타다시      | 타구치 켄지         | 코부치 마사요시       | 큐마 후미오         | 2구    | 카네코 겐지로우    | 이시바시 마사시     | 마츠다 쿠로우     | 토라시마 카즈오    |                 |  |  |
| 구마모토현 | 1구     | 노다 타케시           | 우오즈미 히로히데    | 키타구치 히로시     | 누마카와 요이치       | 마쓰노 라이조       | 2구    | 소노다 히로유키    | 사카타도태          | 후쿠시마 죠우지   | 토우게 요시유키    | 바바 노보루     |  |  |
| 오이타현   | 1구     | 무라야마 도미이치     | 하타 사카에 지로     | 키노시타 타카유키조 | 에토 세이시로         |                     | 2구    | 타하라 타카시      | 사토 후미오         | 아베미희남        |                    |                 |  |  |
| 미야자키현 | 1구     | 에토 타카미           | 요네자와륭           | 오오하라 이치조     |                       |                     | 2구    | 호리노우치 히사오  | 나카야마 나리아키   | 모치나가 카즈미   |                    |                 |  |  |
| 가고시마현 | 1구     | 나가노 유야           | 미야자키 시게루1     | 카와사키 간지       | 신모리 타츠오         |                     | 2구    | 오자토 사다토시    | 무라야마 키치       | 아리마 모토하루   |                    |                 |  |  |
| 가고시마현 | 3구     | 야마나카 사다노리     | 니카이도 스스무      |                     |                       |                     | 아마미 | 야스오카 오키하루  |                     |                   |                    |                 |  |  |
| 오키나와현 | 현 전체 | 오도 사부로           | 우에하라 야스시조    | 미야자토 마츠마사   | 타마구스쿠 에이치     | 세나가 가메지로     |        |                    |                     |                   |                    |                 |  |  |

### 이 선거로 초선
※첫 당선자 가운데, 참의원의원 경험자에게는 「※」의 표시를 하고 있습니다.
자유민주당
- 봉택이치로
- 아라이쇼케이
- 아와야 토시노부
- 이시바 시게루
- 이시와타 테루구
- 이데 쇼이치

- 이노우에 키이치
- 에구치 카즈오
- 엔도 타케히코
- 오오이시 마사미츠
- 오오노 요시노리
- 오카지마 마사유키

- 오가타 사토시구
- 오가와 겐
- 카타오카 타케시
- 카네코 카즈요시
- 키타무라 나오토
- 키무라 요시오

- 코가 마사히로
- 사이토 토시츠구
- 사사가와 타카시
- 사토 시즈오
- 사토 타카오
- 스기우라 세이켄

<divstyle="float: left; vertical-align: top; white-space: nowrap; margin-right: 1em">
- 스기야마 노리오
- 타카하시 이치로
- 타케무라 마사요시
- 타케베 츠토무
- 토카이 키사부로
- 토라시마 카즈오

- 나카야마 타로※
- 나카야마 나리아키
- 하토야마 유키오
- 후타다 코지
- 호즈미 요시유키
- 마에다 타케시

- 미하라조언
- 미야자토 마츠마사
- 무라이 진
- 무라카미 세이이치로
- 모치나가 카즈미
- 야츠 요시오

일본 사회당
- 이시바시 대길
- 우에다리정
- 오가타극양
- 사카가미 토미오
- 택등례지로

- 타구치 켄지
- 나카자와 켄지
- 하야카와 마사루
- 마에지마 히데유키
- 미노 유미

공명당
- 이노우에 카즈히사
- 후지와라방웅※

민사당
- 가와바타 다쓰오
- 키타하시 켄지

일본 공산당
- 이시이 이쿠코
- 코다마 켄지
- 야지마 츠네오

신자유클럽
- 스즈키 츠네오

무소속
- 우오즈미 히로히데
- 소노다 히로유키
- 마츠다 이와오

### 이 선거로 복귀
자유민주당
- 아소 다로
- 아마노공도리
- 이시이 하지메
- 이마에다 타카시 수컷
- 오노 아키라

- 오오하라 이치조
- 오치통웅
- 오도 사부로
- 카메이 요시유키
- 카와사키 지로

- 카와다 마사노리
- 키무라 모리오
- 쿠노 츄우지
- 아와야마명
- 고사카 젠타로

- 시오타니 가즈오
- 소메야 마코토
- 타케나카 슈이치
- 타니가와화수
- 타마뉴우효구

- 타무라 료헤이
- 토자와정방
- 나카오 에이치
- 나카야마 토시오
- 니시오카 타케오

- 노나카 에이지
- 마키노 타카모리
- 마츠모토 쥬우로우
- 야나기사와 하쿠오

일본 사회당
- 오노 신이치
- 신모리 타츠오
- 노사카코겐

공명당
- 단야청

민사당
- 숲야스오

일본 공산당
- 안도 겐
- 이와사 에미
- 카네코 미츠루광
- 테라마에 겐
- 중로마사히로

- 후지와라 히로코
- 무라카미 히로시

사회민주연합
- 나라사키미지조

### 이 선거로 은퇴
자유민주당
- 아다치 아츠로우
- 이데이치타로
- 카토상타로
- 카네코 잇페이
- 쿠니바행창

- 코야마장규
- 사사키 요시타케
- 츠지 히데오
- 하세가와 시로
- 후지이 카츠시

- 미이케 마코토
- 미하라 아사오

일본 사회당
- 오카다 하루오
- 오가와 쇼고
- 가쓰마타 세이이치
- 키지마희무관
- 고바야시 스스무

- 스즈키 츠요시
- 나카무라 시게미츠
- 모리나카 모리요시
- 야기 노보루

공명당
- 오카모토 토미오
- 사이토마코토

민사당
- 이나토미 다카토
- 니시다 하치로
- 미야타 사나에

일본 공산당
- 숲모모오

무소속
- 이나무라 사콘시로

### 이 선거로 낙선
자유민주당
- 카기타 추우조낭
- 타나카수정
- 나카무라 세이지
- 니시야마 케이지로
- 노가미 토오루

- 후케 슌이치
- 무라카미 시게토시
- 야마오카 켄 창고
- 야마자키 타케시 사부로

일본 사회당
- 아마노등
- 망 오카 유우
- 우에노 켄이치
- 오가와 진이치
- 우에니시 남자 아이

- 코다마말남
- 사토의
- 시마다탁낭
- 신촌원웅
- 관청정

- 타케베문
- 타나카 카츠히코
- 토미즈카 미츠오
- 히노 이치로
- 후지타고민

- 호소야 아키오
- 마츠우라리상
- 모토노부요
- 모리이 타다시양
- 산중말치

- 야마모토 마사히로
- 야야마유작
- 요코에 김 남편
- 요코야마리추
- 와다 사다오

- 와타나베가장
- 고토 시게루

공명당
- 구 타니 아키라
- 나카가와 카미
- 후쿠오카 야스오
- 미야자키각치

민사당
- 이토 마사히로
- 오오우치계오
- 오가와 야스시
- 코다이라 타다시
- 시오타 스스무

- 스가와라 키쥬로
- 나카이 히로시
- 나가에 카즈히토
- 후지와라 아키라 타로
- 미우라 타카시

- 와타나베 아키라

일본 공산당
- 우메다 마사루
- 오자와 카즈아키
- 세자키 히로요시
- 츠가와 타케시1
- 나카가와 토시조낭

- 나카바야시 요시코
- 후지키 요코
- 미우라 히사시
- 미노와 사치요

신자유클럽
- 이시하라 켄타로
- 이토 코스케
- 츄우마 코우키

무소속
- 콘도 유타카
- 타케무라 야스코
- 요코테 후미오
- 와타나베 사부로

## 같이 보기
- 제14회 참의원의원 통상 선거